# Araneus badiofoliatus
Araneus badiofoliatus là một loài nhện trong họ Araneidae.
Loài này thuộc chi Araneus. Araneus badiofoliatus được Ehrenfried Schenkel-Haas miêu tả năm 1963.